# Blitzeschleuderer

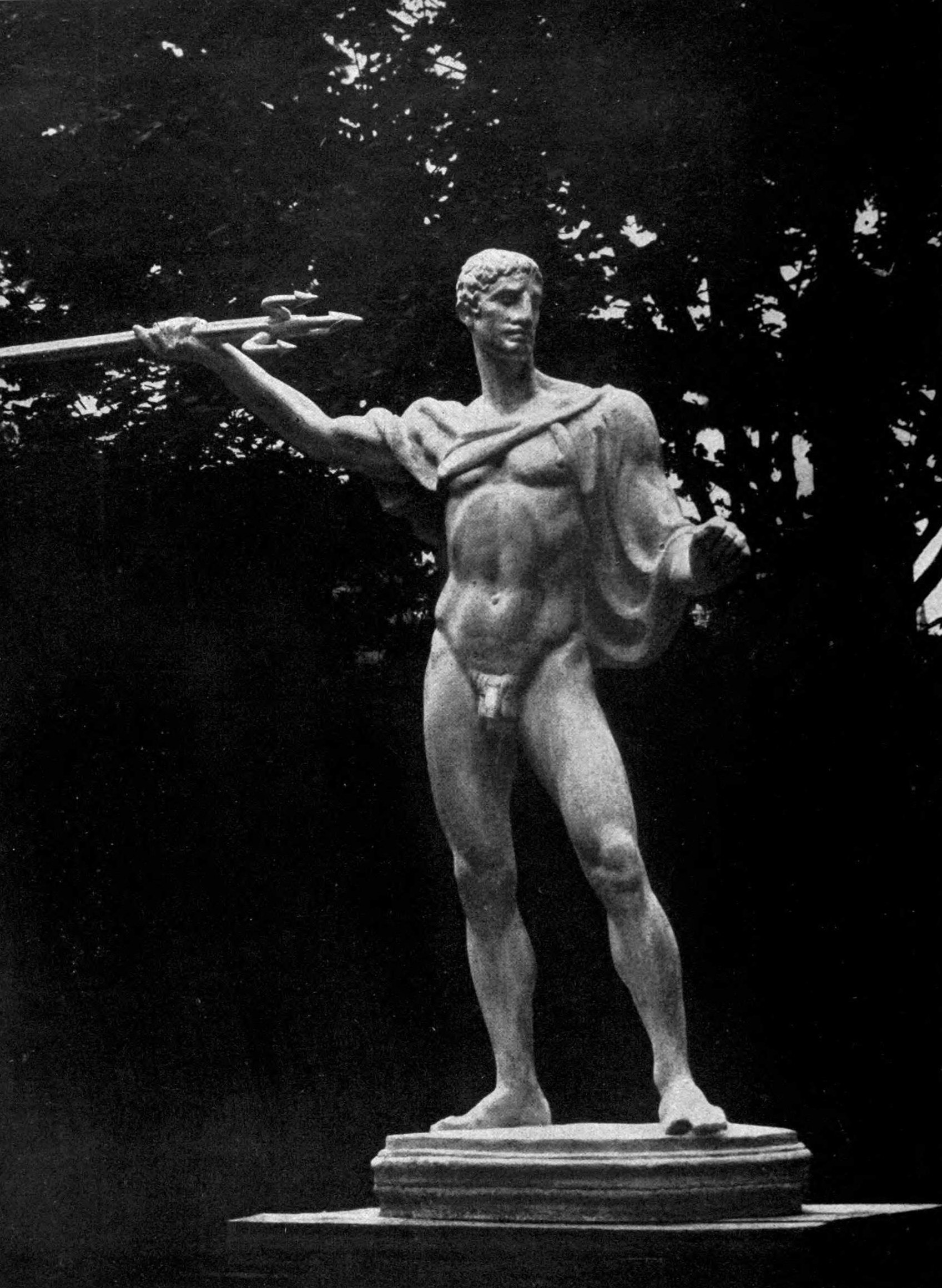
Der Blitzeschleuderer

Der Blitzeschleuderer ist eine Bronzeplastik des deutschen Bildhauers Hubert Netzer (1865–1939). Sie stellt den altgermanischen Gewittergott Donar dar, der mit seiner rechten Hand Blitze in das Land schleudert. Sie steht in Düsseldorf.

## Geschichte
Die Plastik hatte Netzer ursprünglich bereits 1913 für den Helvetiaplatz in Bern entworfen. Die Internationale Fernmeldeunion sah dort anlässlich des 50. Jahrestages ihrer Gründung die Errichtung eines Welttelegrafen-Denkmals vor, das der Idee der Telegraphie klaren Ausdruck verleihen sollte. Netzer schuf für den ausgelobten Wettbewerb einen jugendlichen Zeus, der mit der Rechten Blitze schleudert. Sein Entwurf wurde mit dem zweiten Platz prämiert, zur Ausführung kam der Vorschlag des italienischen Bildhauers Giuseppe Romagnoli.
Unter der Einwirkung des Ersten Weltkriegs überarbeitete Netzer seinen Entwurf. Die ausholende Bewegung des rechten Arms wurde umgearbeitet, der Gewandzipfel über der rechten Schulter eingepasst. Aus dem jugendlichen Zeus wurde der zornige Donar. Angefertigt wurde die 1,9 Tonnen schwere Arbeit in der Düsseldorfer Kunstgießerei Gustav Schmäke. Sie schmückte das Vestibül des Kunstpalastes während der Großen Berliner Kunstausstellung 1918. Mit dem Bau des ersten Rheinstadions 1926 fand sie ihren dauerhaften Platz in der Südkurve des Stadions. Im Zuge der Umbauarbeiten für die Fußball-Weltmeisterschaft 1974 und dem Einbau einer Anzeigetafel wurde die Plastik an die Stufen des benachbarten Freibades versetzt. Beim Abriss des Rheinstadions für den Neubau der Arena 2002 kam sie in ein Depot. Nach Restaurierung wurde sie im September 2004 am heutigen Standort in einem Kreisverkehr an der Heinz-Ingenstau-Straße in Düsseldorf wieder aufgestellt.